# Patriarchat (ustrój)
Patriarchat – system społeczny, w którym władza, dziedziczenie i sukcesja przynależą do mężczyzn.

## Etymologia i użycie

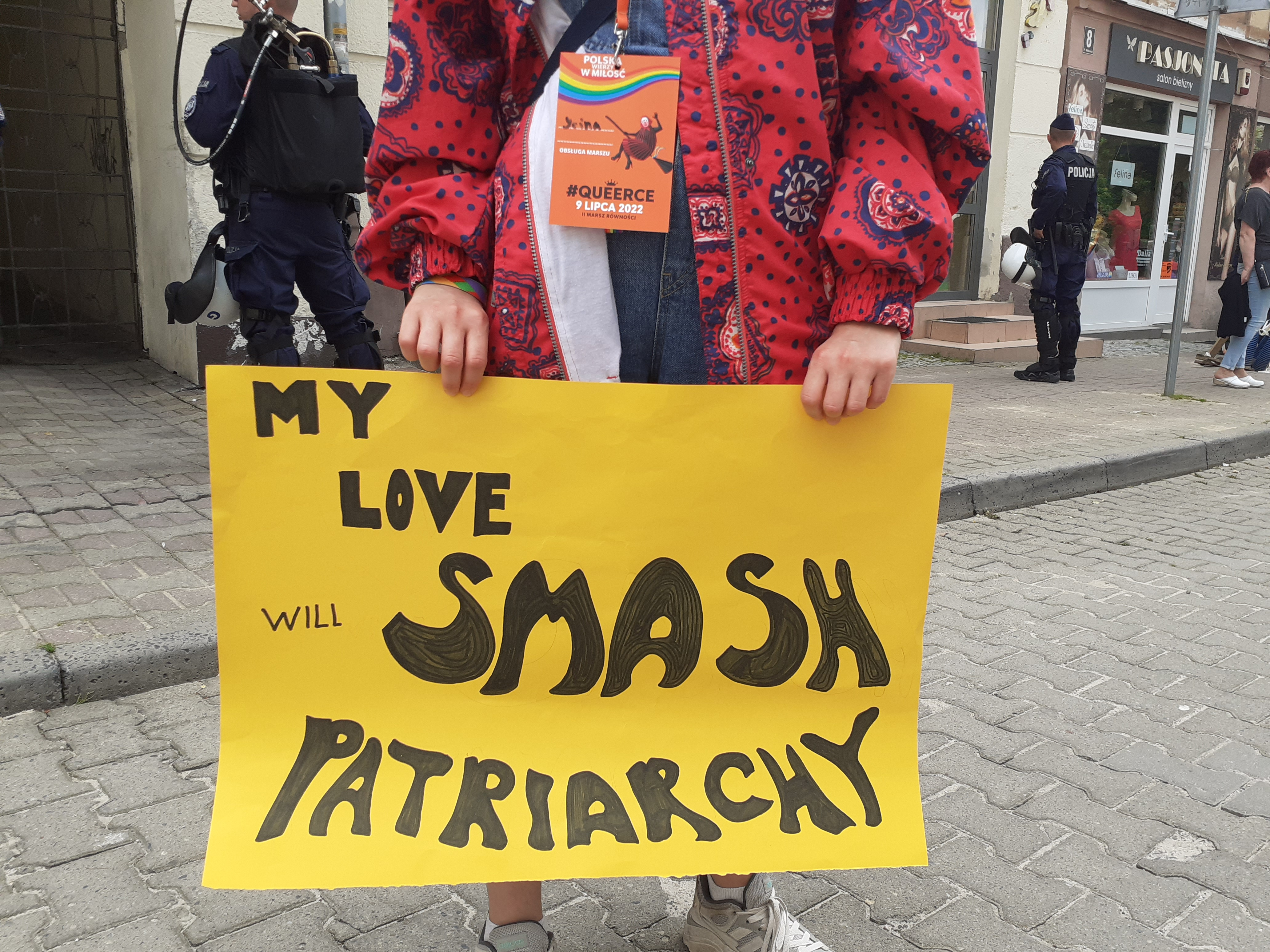
Hasło przeciwko patriarchatowi niesione na marszu równości w Kielcach w 2022.

Patriarchat oznacza dosłownie „rządy ojca” i wywodzi się z greckiego πατριάρχης (patriarkhēs), będącego złożeniem słów πατριά (patria), „rodowód, pochodzenie” (od πατήρ patēr, „ojciec”) oraz ἄρχω (arkhō), „rządzić, panować”.
Historycznie termin patriarchat używany był w odniesieniu do autokratycznych rządów męskiej głowy rodziny, jednakże począwszy od końca XX wieku coraz częściej pojawia się w odniesieniu do systemów społecznych, w których władza pozostaje przede wszystkim w rękach dojrzałych mężczyzn. Częściowo stało się to za sprawą pisarek związanych z feminizmem drugiej fali, postulujących wyzwolenie kobiet spod męskiej dominacji poprzez odpowiednie zrozumienie patriarchalnych relacji społecznych. Owo rozumienie patriarchatu rozwijano, by wyjaśnić go raczej jako fenomen społeczny niż biologiczny.